# Jan Vaník
Jan Vaník (* 11. April 1892 in Prag; † 12. Juni 1950) war ein österreichischer und tschechoslowakischer Fußballspieler auf der Position eines Mittelstürmers und Teilnehmer mit der tschechoslowakischen Nationalmannschaft an den Olympischen Spielen von 1920 in Antwerpen.

## Aufstieg bei Sparta Prag und Intermezzo im österreichischen Team
Seine Karriere begann der spätere Nationalspieler als 15-Jähriger beim kleinen tschechischen Verein SK Letná. Nach einem Jahr wechselte er zum SK Bubeneč, wo er in Begegnungen gegen die starken Prager Vereine durch sein gutes Stellungsspiel und seine Angriffsstärke auf sich aufmerksam machte. Bereits im Alter von 18 Jahren debütierte er für den heutigen Traditionsverein AC Sparta Prag und gewann mit den Hauptstädtern 1912 die böhmische Meisterschaft (Mistrovstvi CSF), sowie 1915 den Pohár Dobrocinnosti (Charity-Cup), einen Vorläufer des heutigen tschechischen Pokalbewerbes.
Nach sechs Jahren bei Sparta ging er 1916 zum Stadtkonkurrenten Slavia Prag. Mit den Rot-Weißen spielte er 1917 auch mehrmals in Freundschaftsspielen gegen Wiener Vereine und überzeugte durch sehr guten Leistungen vor allem in den Begegnungen gegen die Amateure von FK Austria Wien (10:0) und den Wiener AC (1:0), worauf er von Hugo Meisl und Heinrich Retschury noch im selben Jahr in das österreichische Nationalteam einberufen wurde. Bis 1918 gehörte das Kronland Böhmen mit der Hauptstadt Prag zur österreichischen Reichshälfte der Österreichisch-Ungarischen Monarchie, weshalb eine Teamberufung böhmischer Fußballer (deutscher wie tschechischer Abstammung) damals nichts Ungewöhnliches war. Vor allem die starken Prager Vereine Slavia, Sparta und DFC stellten bis 1918 immer wieder österreichische Nationalspieler.
Sein Debüt in der österreichischen Fußballnationalmannschaft feierte Jan Vaník vor 12.000 Zuschauern am 15. Juli 1917 bei der 1:4-Niederlage gegen Ungarn in Wien. Das einzige Tor für Österreich – den Ausgleich zum 1:1 – erzielte sein Vereinskollege von Slavia, Václav Prošek. Ein paar Monate später verlor Vaník mit Österreich auch sein zweites Länderspiel. Diesmal unterlagen die Österreicher dem Erzkonkurrenten Ungarn mit 1:2, wobei mit Franz Fichta, dem Teamdebütanten und Torschützen Josef Sedláček, sowie Prosek und Vaník sogar vier Spieler der Prager Slavia im Aufgebot der Österreicher standen.

## Karriere im tschechoslowakischen Team und erster Meister mit Slavia
Nach dem Ersten Weltkrieg spielte Jan Vaník in der Nationalmannschaft der nunmehrigen Tschechoslowakei. Seinen ersten Einsatz verzeichnete er bei den Olympischen Spielen in Antwerpen am 28. August 1920 im Spiel gegen Jugoslawien. Vaník steuerte bei diesem Triumph für sein noch junges Vaterland drei Tore zum 7:0-Endstand bei und trat auch als Organisator des Angriffsspiels und Vorbereiter weiterer Treffer in Aktion. Mit seiner Mannschaft schaffte er in Antwerpen nach weiteren Siegen gegen Norwegen (4:0; 1 Tor) und Frankreich (4:1) sogar den Einzug in das olympische Finale, wo die Tschechoslowaken allerdings für einen Eklat sorgten, als sie nach zwei umstrittenen Toren für Belgien in der 40. Minute geschlossen das Spielfeld verließen. Die belgische Nationalmannschaft wurde daraufhin zum Sieger erklärt, während die Tschechoslowakei disqualifiziert und dadurch von den weiteren Platzierungsspielen ausgeschlossen wurde. In seiner Karriere brachte es Jan Vaník auf insgesamt zwölf Einsätze für die tschechoslowakische Nationalmannschaft, wobei er zehn Tore erzielte. Die meisten Treffer in einem Match gelangen ihm 1921 in der Begegnung mit Jugoslawien, in der er vier der sechs Tore seiner Mannschaft schoss. Den Abschied aus der Nationalmannschaft feierte er am 24. Mai 1925 in Prag mit einem 3:1-Erfolg gegen Österreich.
Bei Slavia entwickelte sich der Mittelstürmer nach dem Krieg allmählich zum Führungsspieler und stand der Mannschaft jahrelang auch als Kapitän vor. 1925 gewann Vaník mit den Rot-Weißen die erste offizielle tschechoslowakische Meisterschaft und wurde mit 13 Toren auch noch erster Torschützenkönig in der neu gegründeten Asociační liga. Während seiner Laufbahn erzielte er in 449 Meisterschaftsspielen 247 Tore und zählt damit in der Statistik auch heute noch zu den treffsichersten Stürmern in der langjährigen Geschichte des tschechischen bzw. tschechoslowakischen Meisterschaftsfußballs. 1926 beendete Jan Vaník seine erfolgreiche Karriere als Fußballspieler und zog sich in das Privatleben zurück.

## Titel und Erfolge
- Tschechoslowakischer Meister
  - 1912 (Mistrovstvi CSF), mit Sparta Prag
  - 1918 Mistrovství Středočeské župy, mit Slavia Prag
  - 1924 Mistrovství Středočeské župy, mit Slavia Prag
  - 1925 Asociační Liga, mit Slavia Prag

- Tschechoslowakischer Pokalsieger
  - 1915 Pohár Dobrocinnosti, mit Sparta
  - 1922 Středočeský pohár (Mittelböhmischer Pokal), mit Slavia Prag
  - 1926 Středočeský pohár (Mittelböhmischer Pokal), mit Slavia Prag

- 1925, tschechoslowakischer Torschützenkönig mit Slavia Prag
- 2 Länderspiele für die österreichische Fußballnationalmannschaft 1917
- 12 Länderspiele und 10 Tore für die tschechoslowakische Fußballnationalmannschaft von 1920 bis 1925
- Teilnehmer an den Olympischen Spielen von 1920 in Antwerpen